# Ciclismo ai Giochi della IV Olimpiade - 20 chilometri
La competizione dei 20 km di Ciclismo dei Giochi della IV Olimpiade si tenne il 14 luglio 1908 allo stadio di White City a Londra, nel Regno Unito.
La prova consisteva in una gara sulla distanza di 20 Km. I concorrenti dovevano completare la distanza entro il limite di tempo di 40 minuti.

## Risultati

### Batterie
Si disputarono 6 serie, accedevano alla finale i vincitori, e delle tre serie più veloci i ciclisti che hanno conquistato più sprint ad ogni giro.
1ª serie
| Pos. | Atleta           | Nazione     | Tempo   |
| ---- | ---------------- | ----------- | ------- |
| 1    | Leon Meredith    | Regno Unito | 33'21"0 |
| 2    | Hermann Martens  | Germania    | 33'21"2 |
| 3    | Joseph Werbrouck | Belgio      | 33"21"4 |
| 4    | André Lapize     | Francia     |         |
| 5    | Georgius Damen   | Paesi Bassi |         |
| 6    | Fred McCarthy    | Canada      |         |
| 7    | Pierre Hostein   | Francia     |         |
| 8    | Richard Katzer   | Germania    |         |
| -    | Dan Flynn        | Regno Unito | DNF     |

2ª serie
| Pos. | Atleta                      | Nazione     | Tempo   |
| ---- | --------------------------- | ----------- | ------- |
| 1    | Clarrie Kingsbury           | Regno Unito | 32'33"8 |
| 2    | Charlie Brooks              | Regno Unito | 32'34"0 |
| 3    | Floris Venter               | Sudafrica   | 32'34"4 |
| 4    | Georges Lutz                | Francia     |         |
| 5    | Gerard Bosch van Drakestein | Paesi Bassi |         |
| 6    | François Bonnet             | Francia     |         |
| 7    | Walt Andrews                | Canada      |         |
| 8    | Jean Van Benthem            | Belgio      |         |
| 9    | Paul Schulze                | Germania    | DNF     |

3ª serie
| Pos. | Atleta           | Nazione     | Tempo   |
| ---- | ---------------- | ----------- | ------- |
| 1    | Louis Weintz     | Stati Uniti | 33'39"0 |
| 2    | Frank Shore      | Sudafrica   | 33'40"0 |
| 3    | Harry Young      | Canada      | 33'45"2 |
| 4    | Herbert Bouffler | Regno Unito |         |
| 5    | Max Triebsch     | Germania    |         |
| .    | Henri Cunault    | Francia     |         |
| .    | Dorus Nijland    | Paesi Bassi |         |
| .    | Frederick Hamlin | Regno Unito | DNF     |

4ª serie
| Pos. | Atleta               | Nazione     | Tempo   |
| ---- | -------------------- | ----------- | ------- |
| 1    | Benjamin Jones       | Regno Unito | 32'39"0 |
| 2    | George Cameron       | Stati Uniti | 32'39"2 |
| 3    | Harry Passmore       | Sudafrica   | 32'39"4 |
| 4    | Octave Lapize        | Francia     |         |
| 5    | Henri Baumler        | Francia     |         |
| -    | Alwin Boldt          | Germania    |         |
| -    | Johannes van Spengen | Paesi Bassi |         |
| -    | W. Lower             | Regno Unito | DNF     |

5ª serie
| Pos. | Atleta               | Nazione     | Tempo   |
| ---- | -------------------- | ----------- | ------- |
| 1    | Andrew Hansson       | Svezia      | 34'53"6 |
| 2    | David Robertson      | Regno Unito | 34'53"8 |
| 3    | Will Anderson        | Canada      | 34'55"6 |
| -    | Ioannis Santorinaios | Grecia      | DNF     |
| -    | Paul Texier          | Francia     | DNF     |

6ª serie
| Pos. | Atleta              | Nazione     | Tempo   |
| ---- | ------------------- | ----------- | ------- |
| 1    | Arthur Denny        | Regno Unito | 33'40"6 |
| 2    | Charles Avrillon    | Francia     | 33'40"8 |
| 3    | Gustaf Westerberg   | Svezia      | 33'41"4 |
| 4    | Guglielmo Morisetti | Italia      |         |
| -    | Léon Coeckelberg    | Belgio      | DQ      |

### Finale
| Pos.    | Atleta            | Nazione     | Tempo   |
| ------- | ----------------- | ----------- | ------- |
| Oro     | Clarrie Kingsbury | Regno Unito | 34'13"6 |
| Argento | Benjamin Jones    | Regno Unito |         |
| Bronzo  | Joseph Werbrouck  | Belgio      |         |
| 4       | Louis Weintz      | Stati Uniti |         |
| -       | Leon Meredith     | Regno Unito |         |
| -       | Arthur Denny      | Regno Unito |         |
| -       | Andrew Hansson    | Svezia      |         |
| -       | François Bonnet   | Francia     |         |
| -       | Octave Lapize     | Francia     |         |